# Під перекинутим місяцем
«Під перекинутим місяцем» (латис. Zem apgāztā mēness) — радянський художній фільм режисера Еріка Лациса, знятий на Ризькій кіностудії у 1976 році. Прем'єра фільму відбулася в жовтні 1977 року.

## Сюжет
Сейнер латвійського риболовецького колгоспу веде лов риби в Атлантиці. Рибалкам доводиться прикладати колосальні зусилля для успішного виконання виробничого завдання.
Після майже піврічного плавання з берега приходить радіограма з переконливим проханням продовжити лов. Команда готова погодиться, за умови, що з ними залишиться їх капітан Арвід Гіріс.

## В ролях
- Гунарс Цилінскіс — Арвід Гіріс
- Ромуалдс Анцанс — штурман
- Арійс Гейкінс — боцман
- Івар Калниньш — Юріс
- Петеріс Лієпіньш — матрос
- Улдіс Ваздікс — Валдіс
- Карліс Зушманіс — Анцис
- Олга Дреге — Расма
- Діна Купле — дружина Валдіса
- Лайне Петерсоне — Івета
- Ілга Томасе — Ліга
- Вальдемар Зандберг — директор плавбази
- Улдіс Вейспал — Вілніс
- Талвалдіс Мациєвський — рибалка

## Знімальна група
- Автори сценарію: Володимир Кайякс, Ерік Лацис
- Режисер-постановник: Ерік Лацис
- Оператор-постановник: Давіс Сіманіс
- Композитор: Раймонд Паулс
- Художник-постановник: Дайліс Рожлапа
- Звукооператор: Гліб Коротєєв